# Eduardo de Oliveira e Oliveira
Eduardo de Oliveira mais conhecido como Eduardo de Oliveira e Oliveira (Rio de Janeiro, 5 de julho de 1923 – Itapira, 20 de dezembro de 1980) foi um sociólogo, dramaturgo e ativista pelos direitos dos negros no Brasil. Frequentou o ensino superior por toda sua trajetória intelectual, passando pela Escola Nacional de Música da Universidade do Brasil no Rio de Janeiro e perpassando pela graduação e pós-graduação em Ciências Sociais e Sociologia da Universidade de São Paulo.
Professor influente nos estudos raciais e figura importante para a constituição do movimento negro no Brasil.

## Biografia

### 1923-1970: Início da vida e da trajetória acadêmica
Eduardo de Oliveira nasceu em 5 de julho de 1923, na cidade do Rio de Janeiro, então capital federal, especificamente no bairro de Madureira. Foi o filho mais velho de Amélia de Oliveira, uma empregada doméstica, e de Silvino Isidoro de Oliveira, um estivador que trabalhava no porto do Rio de Janeiro e se tornou notório por se tornar um líder sindical em sua época. Oliveira teve sua formação ensino primário e ginasial no colégio privado Gymnasio 28 de Setembro, localizado no bairro Sampaio, entre os anos 1929 e 1941, que pela condição financeira da família, provavelmente teve os estudos custeado pela família onde sua mãe Amélia exercia o cargo de doméstica. Após a finalização dos estudos básicos, Oliveira ingressa pela primeira vez no ensino superior, quando se torna corpo discente da Escola Nacional de Música da Universidade do Brasil em 1943 dedicando-se ao piano e canto orfeônico, interrompendo os estudos em 1946 por razões financeiras. Envolvido com as artes, Oliveira se muda para a cidade de São Paulo e, em 1957, participa da peça de teatro escrita por Jean-Paul Sartre, La Putain Respectueuse, organizada pelo grupo teatral franco-brasileiro "Le Strapontin" e encenada totalmente na língua francesa no papel de Nègre (negro, em francês).
Em seguida, precisamente no ano de 1960, ingressa no curso noturno de Ciências Sociais na Universidade de São Paulo (USP), encerrando os estudos da graduação em 23 de março de 1964, tendo como paraninfo de sua turma o sociólogo Florestan Fernandes, que proferiu o discurso de ideologia de esquerda "A 'Revolução Brasileira' e os Intelectuais" oito dias antes do golpe militar de 1964, ocorrido em 31 de março daquele ano. Dois anos depois, em  1966, Oliveira oficialmente começou a se integrar na pós-graduação em Ciências Sociais da USP, entrando no primeiro nível ao cursar a disciplina de "Sociologia do Conhecimento. Já em 1967, o sociólogo aprofundou-se no segundo nivelamento da pós-graduação, com a disciplina "Raças e classes sociais no Brasil", ministrada pelo professor Octavio Ianni. Em 1970, após vencer os créditos das disciplinas, Oliveira é oficialmente orientado por Ruy Coelho e depois substituido pelo antropólogo João Baptista Borges Pereira, sendo financiado pela Fundação de Amparo à Pesquisa do Estado de São Paulo (FAPESP) em 1972 para se dedidcar exclusivamente à pesquisa e aos trabalhos de campo. A pesquisa, em seu projeto inicial, chamava-se Ideologia racial: estudo de relações raciais. Enquanto estudava entre esses quatro anos, Oliveira aperfeiçoou seus estudos fazendo viagens para Nova York em um curso de "Estudos com o Prof. Carl Withers", para a Sorbonne para a relização do curso de "Civilização Frances" e pesquisou no Institut Fondamental d'Afrique Noire em Senegal e no Museu Britânico de Londres, onde também participou da "Observação em estudos 'afro-americanos'".

### 1972-1980: Engajamento ativista e aperfeiçoamento acadêmico
A atuação política sobre as questões raciais e no movimento negro, iniciaram essencialmente em 1969, quando pelas vias artísticas, organizou juntamente com o maestro Diogo Pachedo, o projeto cultural "Coral Crioulo", formado apenas de jovens negros. Esta ação fez Oliveira organizar, em 1971, a peça de teatro E agora... falamos nós, em parceria com a atriz Thereza Santos, que resultou em sua associação na Sociedade Brasileira de Autores Teatrais. Com Thereza foi co-fundador em 1971 do Centro de Cultura e Arte Negra. O sociólogo, em uma posição estável economicamente, em 1972, pôde fazer parte do Grupo de Trabalho de Profissionais Liberais e Universitários Negros (GTPLUN), que se preocupava com a formação intelectual para a integração da população negra na sociedade paulista.
Em 1975, após quase dez anos de esforços no curso de Mestrado em Ciências Sociais da USP, Oliveira passa pelo exame de qualificação da pesquisa e é orientado pela banca a passar para um doutorado direto. O projeto troca de título e começa a se chamar História e Consciência de Raça; embora a mudança, o conteúdo e as problemáticas da pesquisa não avançaram. O financiamento do doutoramento saiu das coordenações da FAPESP e começou a ser digerida pela empresa estadunidense Ford, que na época, auxiliava investigações no país. Entre a escrita da tese, Oliveira organizou eventos na capital paulista para promover a inserção do movimento negro em meios acadêmicos, como a tradicional Quinzena do Negro da USP em 1977 e a criação do Centro de Estudo da Universidade Federal de São Carlos, em São Carlos. A organização e a escrita da tese ultrapassaram os anos, e os atrasos começaram a ser alvo de troca de cartas/relatórios entre Oliveira e os dirigentes da Ford, havendo o sociólogo um compromisso com a USP de entregar o texto original da tese até o final de 1977, fato que não ocorreu, havendo apenas o exame de qualificação da pesquisa de doutoramento no início de 1978. A tese não foi defendida e provavelmente não teve sua escrita terminada, tendo em vista o novo atraso de defesa que estava marcada para final de 1979 na USP.

### 1980: Depressão e morte
Após não defender a sua tese de doutoramento, Oliveira fez uma viagem ao Egito e voltou para São Paulo muito doente. O somatório do "fracasso" de não defender sua pesquisa e a doença, fez com que Oliveira entrasse em uma profunda depressão durante todo o ano de 1980. Os sintomas de esclerose múltipla, foram indícios para a suspeita que Oliveira foi uma das primeiras vítimas de AIDS no Brasil. O sociólogo faleceu em 20 de dezembro de 1980 em um hospital psiquiátrico na cidade de Itapira.

## Trabalhos
Trabalhos importantes publicados em revistas e periódicos:
- "O mulato, um obstáculo epistemológico. Argumento, Rio de Janeiro, ano 1, nº 3, p.65-74, jan. 1974.[3]
- “Blues para Mister Charlie”, O Estado de S. Paulo, Caderno Suplemento Literário, p. 41, 17 set. 1966.[4]